# Hamamatsu
Hamamatsu (jap. 浜松市 Hamamatsu-shi) – miasto w Japonii, w prefekturze Shizuoka, w środkowej części wyspy Honsiu (Honshū), nad Oceanem Spokojnym.
Największe pod względem liczby mieszkańców w tej prefekturze. W lipcu 2005 miasto wchłonęło 11 otaczających je miast i miasteczek i wyprzedziło pod względem liczby ludności Shizuokę.

## Historia
W mieście znajduje się zamek zbudowany około 1532 roku. Znany jest z tego, że w latach 1572–1588 mieszkał w nim założyciel dynastii siogunów Tokugawa, Ieyasu Tokugawa (1543–1616), a więc w okresie przed bitwą pod Sekigaharą w 1600 i przeniesieniem stolicy z Kioto do Edo (obecnie Tokio) w 1603 roku. 
Jak wiele zamków w Japonii, został zniszczony przez nalot lotniczy podczas II wojny światowej, ale został odbudowany w 1958 roku.

## Gospodarka
W Hamamatsu rozwinął się przemysł maszynowy, środków transportu, chemiczny, włókienniczy oraz herbaciany. Ponadto w mieście produkuje się instrumenty muzyczne.

### Przedsiębiorstwa mające swe siedziby w mieście
- Hamamatsu Photonics
- Kawai Musical Instruments Manufacturing
- Tōkai Gakki

### Przedsiębiorstwa założone w mieście
- Suzuki Motor Co.
- Honda Motor Co.
- Roland Corporation

## Transport
Port handlowy, linia superekspresu Shinkansen, port lotniczy.

## Kultura
W listopadzie odbywa się tu Międzynarodowy Konkurs Pianistyczny (Hamamatsu International Piano Competition).
W 150 rocznicę urodzin F. Chopina w 1960 roku w Hamamatsu powstało Japońskie Towarzystwo Chopinowskie, które regularnie organizuje koncerty i recitale z udziałem najbardziej znanych pianistów japońskich i zagranicznych w tym laureatów i uczestników Międzynarodowych Konkursów Chopinowskich.
Pomnik Fryderyka Chopina w Hamamatsu stanowi kopię warszawskiego pomnika Chopina. Został przekazany jako dar władz Warszawy na podstawie umowy z 22 października 1990 o współpracy kulturalnej miast-partnerów i odsłonięty w roku 1994.
Z Hamamatsu pochodzi Hiromi Uehara, japońska kompozytorka i pianistka jazzowa.

## Galeria

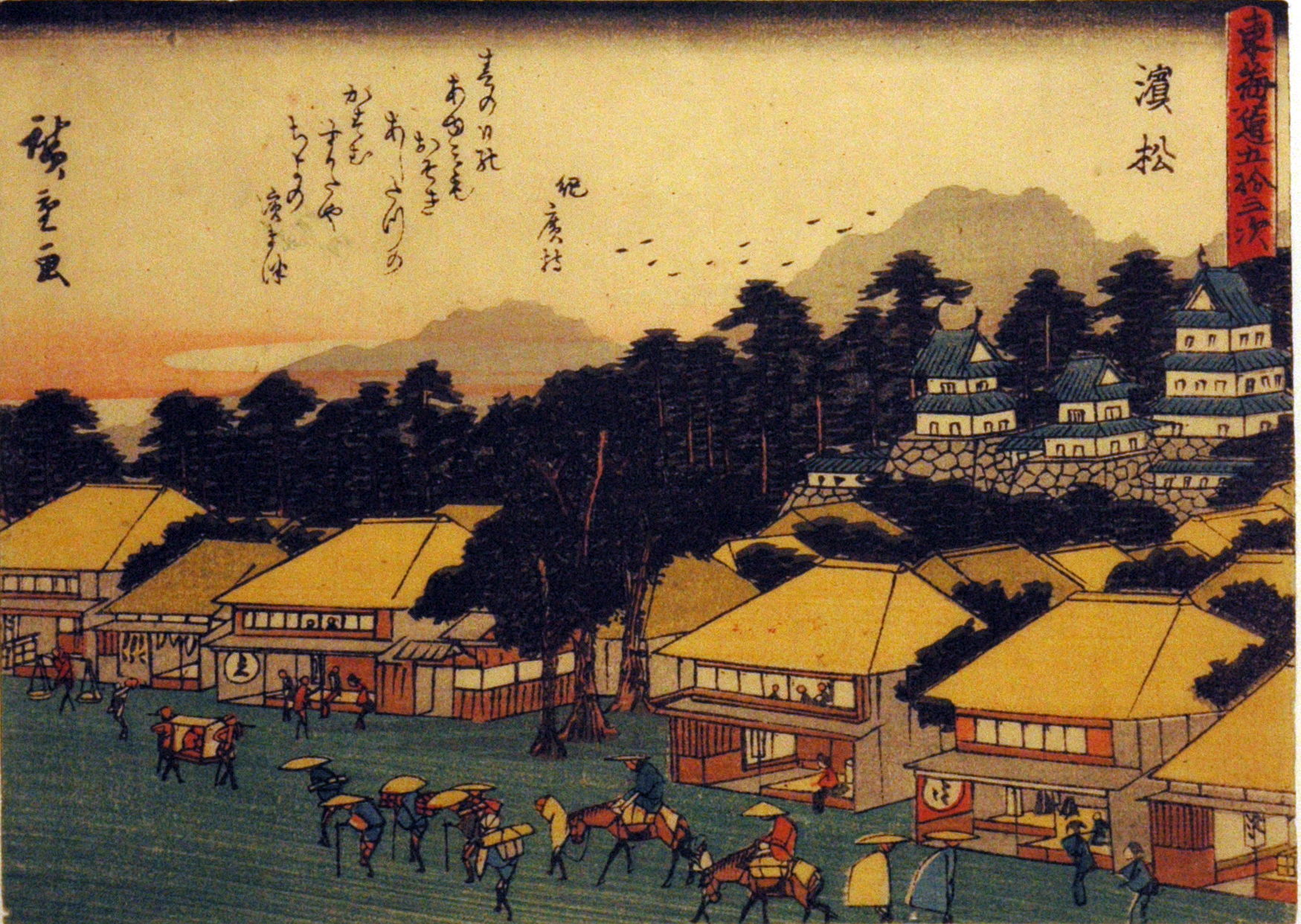
Hiroshige Andō (1797–1858), Hamamatsu
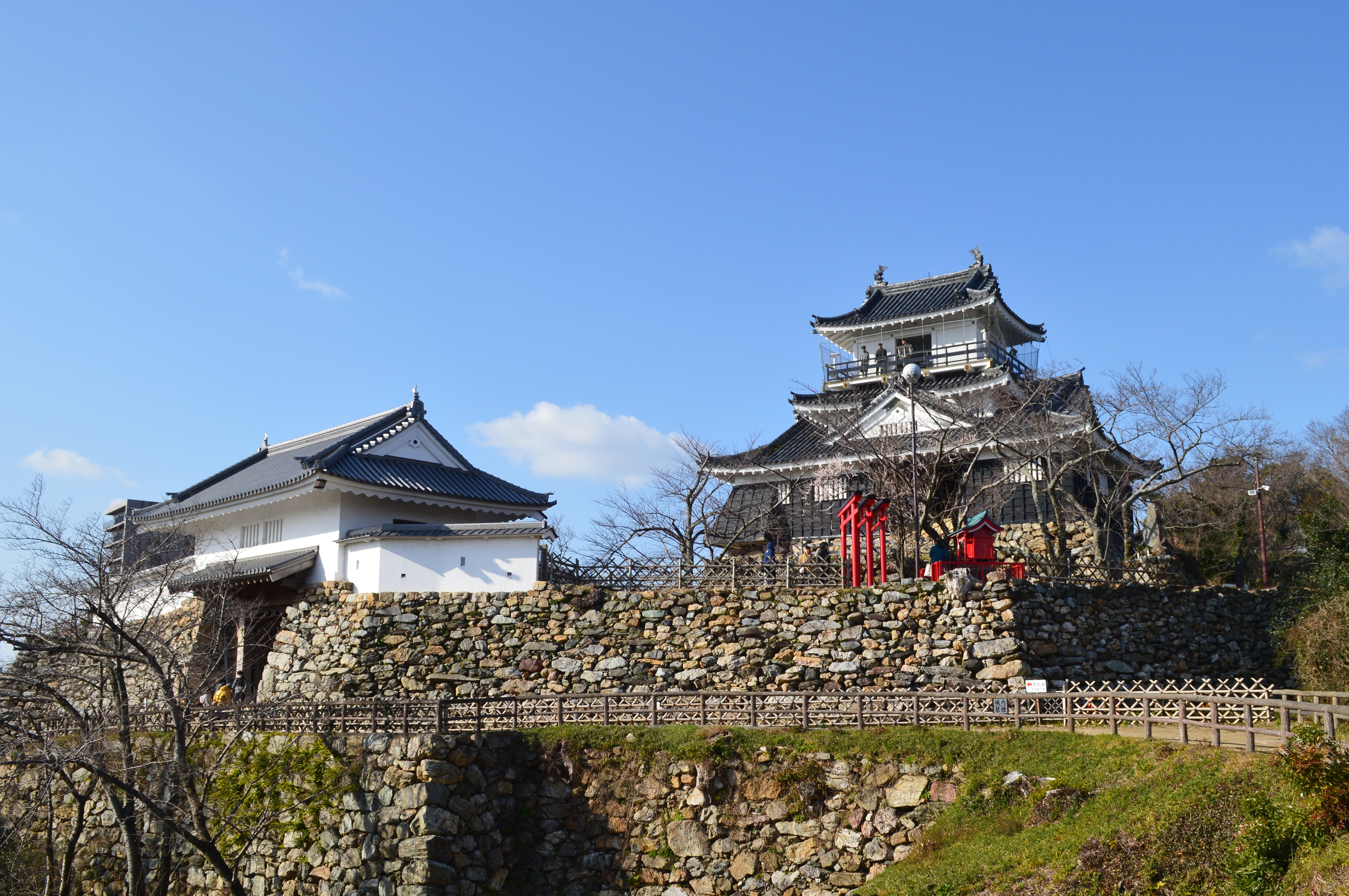
Zamek Hamamatsu
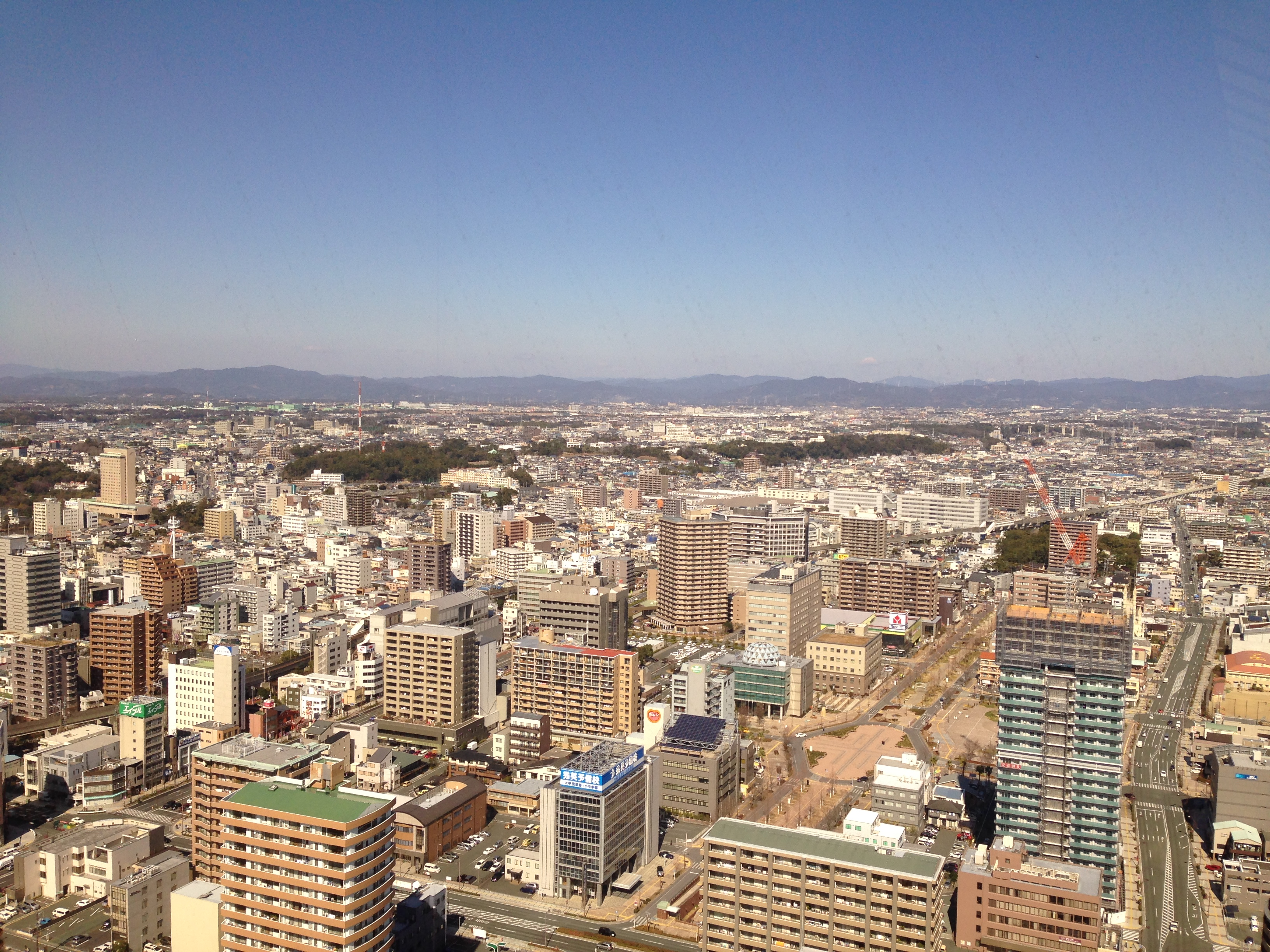
Panorama miasta
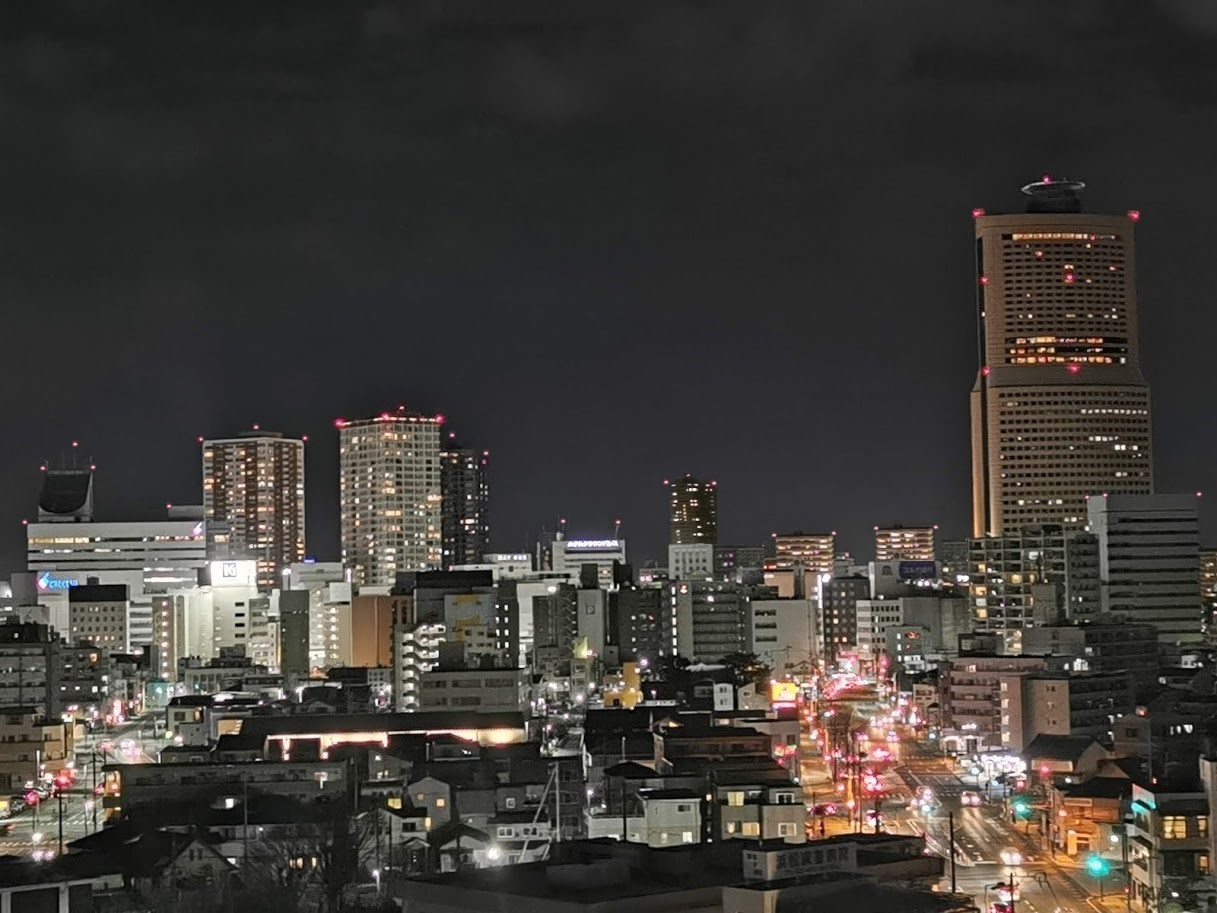
Miasto nocą

## Miasta partnerskie
- Warszawa